# Hilo curado

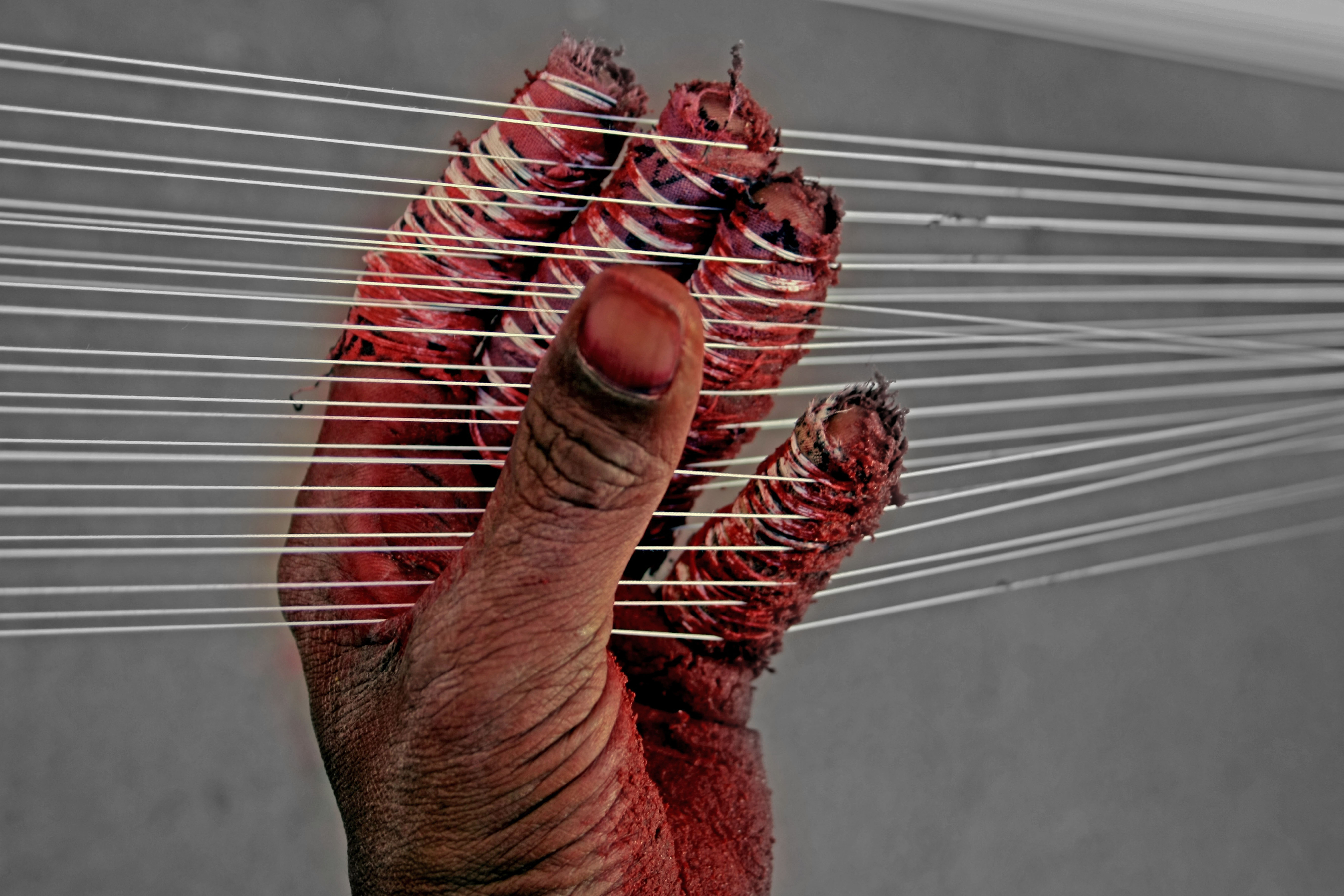
Fabricación de hilo curado (llamado manja) en India.

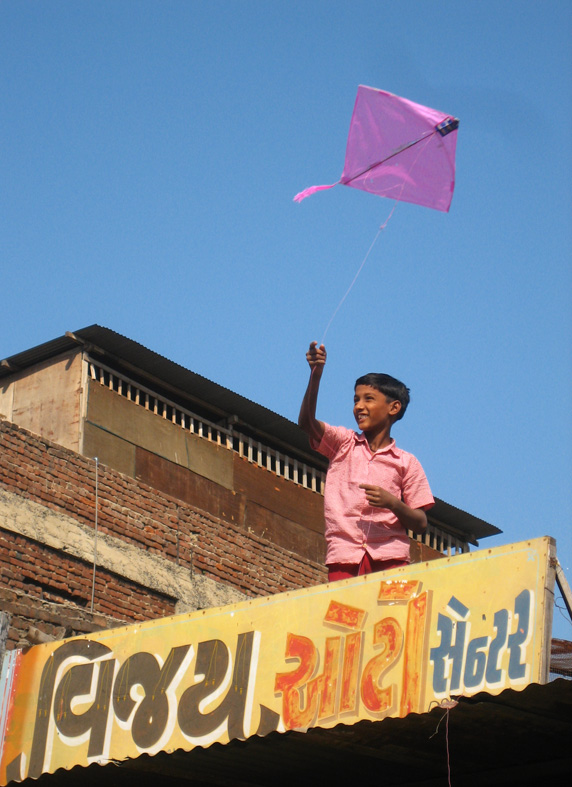
El hilo curado suele utilizarse en competiciones de cometas.

El hilo curado es un tipo de hilo, realizado con alguna fibra natural o sintética, que está recubierto por un elemento abrasivo como cristal o vidrio pulverizado. Al pegar estos elementos, el hilo curado se vuelve afilado y puede cortar otros elementos, especialmente cuando se tensa.
Este tipo de hilo suele utilizarse en competencias de cometas o volantines, llamadas «comisiones» en Chile donde son muy populares. Este juego es muy popular también en países del Asia Meridional como Bangladés, India o Pakistán. El hilo curado se utiliza como forma de cortar los hilos de otros volantines mientras está en el aire.
Debido a la simpleza de su producción, suele realizarse de forma artesanal, pegando el abrasivo (usualmente vidrio molido) al hilo con algún adhesivo como cola fría.

## Prohibición de uso
El hilo curado puede provocar heridas no sólo a los ejecutantes del juego sino también a inocentes que transitan y no lo ven, recibiendo cortes peligrosos e incluso la muerte. El hilo curado también puede dañar a aves y otros animales que pueden sufrir graves cortes.
En Chile, desde 2012 está prohibida la producción, venta y uso de hilo curado, Pese a la prohibición, se sigue produciendo hilo curado de forma ilegal y clandestina.